# متحف تبرسق
متحف تبرسق  هو متحف تونسي يقع في مدينة تبرسق شمال البلاد.

يقع المتحف في سجن عسكري قديم استقبل في عدة مناسبات خاصة بين 1938 و1943 وبين 1952 و1954، العديد من الوطنيين والقوميين المعارضين للاستعمار الفرنسي.

أسس المتحف بعد أشغال جزئت زنازينه، ويحتوي 18 معرضا مواضيعها الأساسية تتعلق بأحداث 9 أفريل 1938، وأعمال القمع والمقاومة التي تبعت ذلك، وخاصة في الفترة بين 1938 و1943.
1. ↑  وصلة مرجع: https://www.pist.tn/jort/2022/2022F/Jo0452022.pdf.